# Уилкс, Джон

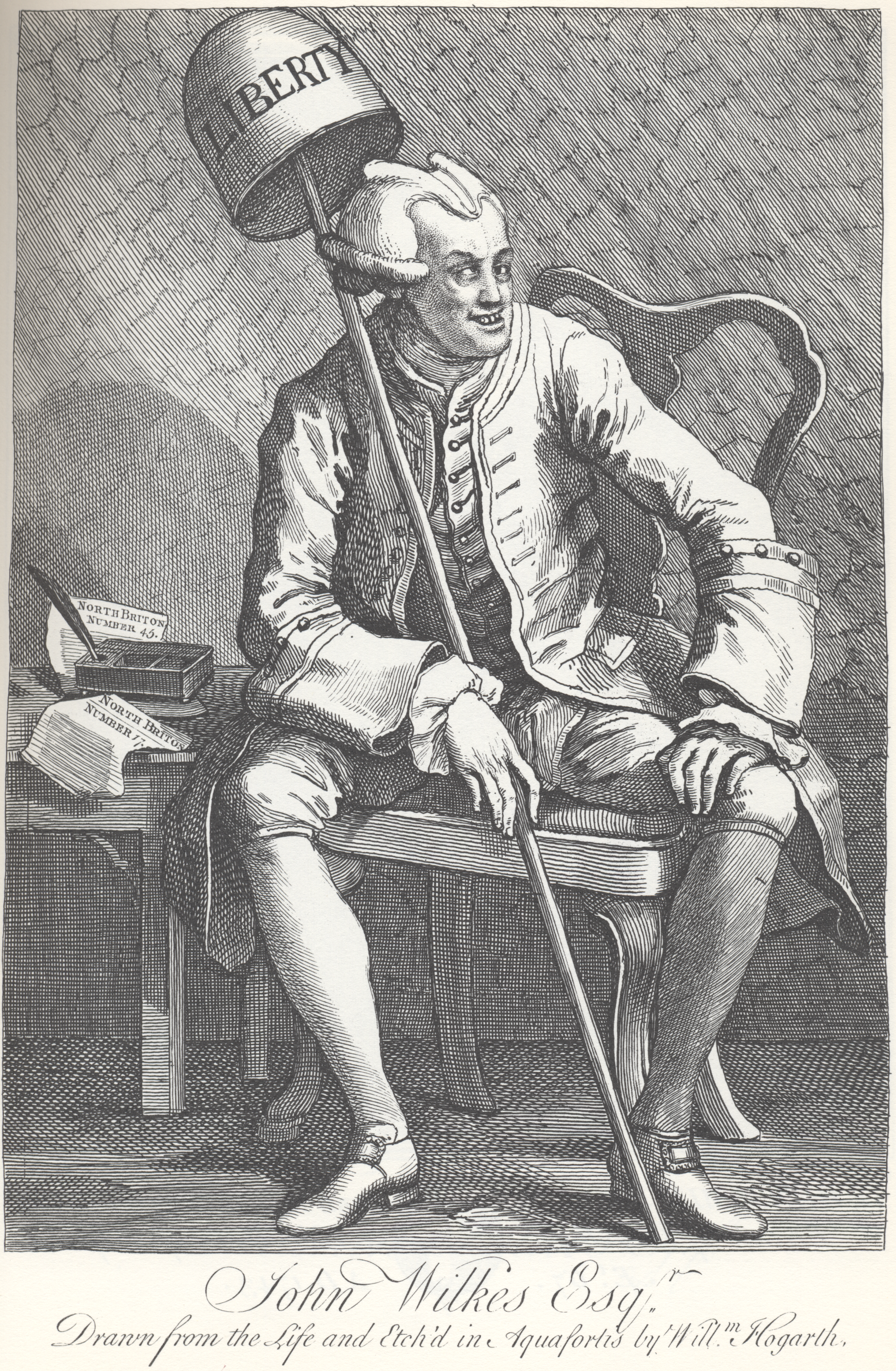
Уилкс со своей радикальной газетой «The North Briton». гравюра Уильяма Хогарта

Джон Уи́лкс или Вилькс (John Wilkes; 17 октября 1725, Лондон — 26 декабря 1797) — британский журналист, публицист и политик эпохи Просвещения, борец за права, одна из ключевых фигур в становлении европейского радикализма.

## Ранние годы жизни и характер
Уилкс родился 17 октября 1727 года в центральной части Лондона — в Клеркенвелле. Он был вторым сыном винокура Израиля Уилкса и его жены Сары (урождённой Хитон). В семье было шестеро детей, в том числе три дочери: старшая Сара, Мэри — девчонка-сорванец, которая пережила своих трёх мужей, и младшая Энн, которая умерла в подростковом возрасте от оспы. Начальное образование Джон Уилкс получил в Хетфорде. Затем он занимался с личными учителями, после чего он поступил в Лейденский университет в Республике Соединённых Провинций. Там он встретил Эндрю Бакстера, пресвитерианского священника, который оказал большое влияние на взгляды Уилкса на религию. Хотя Уилкс был приверженцем англиканской церкви до конца жизни, он поддерживал неоконформистское течение протестантства и был сторонником религиозной толерантности с раннего возраста. Во время Якобитского восстания 1745 года он устремился в Лондон, чтобы там присоединиться к ассоциации лоялистов, поддерживавших британского монарха, и приготовился защищать столицу. Как только восстание окончилось сражением при Каллодене (16 апреля 1746 г.), Уилкс вернулся в Нидерланды, чтобы завершить обучение.
В 1747 году он женился на Мэри Мид (1715—1784) и стал владельцем земли в Бакинхэмпшире на юго-востоке Англии. У них родилась дочь Мэри (они называли её Полли), которой Уилкс посвятил всю свою оставшуюся жизнь. В 1756 году Джон и Мэри развелись. Уилкс так больше никогда и не женился. Тем не менее есть сведения, что у него родилось ещё двое детей — Джон Генри Смит и Харриет Уилкс. Оба они получили хорошее образование.
Через два года после женитьбы, в 1749 году, Уилкса избрали в члены Королевского общества. В 1754 году он был назначен главой полицейского управления в Бакинхэмпшире. В том же году он провалился на парламентских выборах в Бервике. Но зато был избран в Эйлсбери в 1757 и в 1761 годах. Он жил в доходном доме на улице Парсонс-Фи в Эйлсбери. Кроме того, он был членом рыцарского общества святого Франсциска Викомбского, более известного как «Клуб адского пламени». Есть предположение, что именно по его вине это общество прекратило своё существование.
Уилкс считался некрасивым человеком настолько, что в то время его даже называли самым уродливым в Англии. У него было косоглазие, и выпирала челюсть. И, тем не менее, он обладал неким шармом. Он известен своим остроумием и тем, как мгновенно отвечал на оскорбления. Рассказывают случай его обмена репликами с  Джоном Монтегю. Когда последний сказал: «Сэр, я не знаю, примите ли Вы смерть на виселице или на осле», Уилкс ответил ему следующее: «Это зависит от того, буду ли я вести себя как Вы или как Ваша любовница».

### Радикальный журналист
Уилкс начал свою парламентскую карьеру в качестве сторонника Уильяма Питта Старшего и с энтузиазмом поддержал участие Англии в Семилетней войне 1756—1763 гг. Когда в 1762 году правительство возглавил граф Бьют, Уилкс стал еженедельно выпускать газету «Северный британец», в которой писал статьи антишотландского толка, адресованные графу. Джон Уилкс считал предательством тот факт, что граф Бьют согласился на мирные отношения с Францией лишь бы положить конец войне.
Ночью 5 октября 1762 года в маленькой деревушке Бэгшот между Джоном Уилксом и 1-м графом Уильямом Тэлботом состоялась дуэль. Причиной дуэли стала сатирическая статья в выпуске № 12 газеты «Северный британец», где Тэлбот увидел оскорбление в свой адрес. Уилкс и Бут стреляли, находясь на расстоянии примерно 8 метров друг от друга, но ни одна пуля не настигла цели. В честь примирения они отправились в ближайшую гостиницу и выпили бутылку красного вина. Впоследствии он вспоминали этот случай со смехом, а в газетах того времени бытовало мнение, что это был лишь способ повысить репутацию обоих политиков.
В том же 1762 году Уилкс запустил еженедельную публикацию «Северный британец», которая осуждала премьер-министра. Полагая, что только пресса является единственным способом борьбы с правительством, с процветавшими в парламенте коррупцией и злоупотреблениями, Уилкс совершил много яростных нападок на короля и его кабинет. В 1763 году он был обвинен в клевете и заключен в тюрьму. Был вскоре освобождён, поскольку член парламента не может быть арестован по обвинению в клевете. 
Затем Уилкс и Томас Поттер написали порнографическую поэму, посвященную куртизанке Фанни Мюррей, под названием «Опыт о женщине» как пародию на «Опыт о мужчине» Александра Поупа.
Политические враги Уилкса, прежде всего Джон Монтегю, 4-й граф Сэндвич, который также был членом Клуба Адского Пламени, получили пародию. У Сэндвича была личная вендетта против Уилкса, которая в значительной степени возникла из-за смущения, вызванного розыгрышем Уилкса с участием графа на одном из собраний Клуба Адского Пламени; он был в восторге от возможности отомстить. Уилкс напугал Сэндвича во время спиритического сеанса, устроенного клубом. Сэндвич прочитал стихотворение Палате лордов, пытаясь осудить моральное поведение Уилкса. Лорды объявили стихотворение непристойным и кощунственным, и оно вызвало большой скандал. Палата лордов снова приняла решение исключить Уилкса; он бежал в Париж до изгнания или суда. Его судили и заочно признали виновным в «непристойной и подстрекательской клевете», а 19 января 1764 он был объявлен вне закона.
Уилкс надеялся на смену власти, чтобы снять обвинения, но этого не произошло. Поскольку его французские кредиторы начали оказывать на него давление, в 1768 году у него не было другого выбора, кроме как вернуться в Англию. Он вернулся, намереваясь баллотироваться в парламент по антиправительственному списку; правительство не выдавало ордеров на его немедленный арест, поскольку не хотело вызывать народную поддержку.
Уилкс баллотировался в лондонском Сити и занял последнее место в опросе семи кандидатов, возможно, из-за его позднего вступления в гонку за эту должность. Он был быстро избран радикальным членом парламента от Миддлсекса, где находилась большая часть его поддержки. В апреле он сдался суду Королевской скамьи. После отказа от своей парламентской привилегии на иммунитет он был приговорен судьей Джозефом Йейтсом к двум годам заключения и оштрафован на 1000 фунтов стерлингов; приговор лордов о объявлении вне закона был отменен.
Когда Уилкс был заключён в тюрьму Королевской скамьи 10 мая 1768 года, его сторонники появились перед Королевской скамьей в Лондоне, скандируя «Нет свободы, нет короля». Войска открыли огонь по безоружным мужчинам, убив семерых и ранив пятнадцать, инцидент, который стал известен как «бойня на поле святого Георга». Ирландский драматург Хью Келли, видный сторонник правительства, отстаивал право армии на применение силы против бунтовщиков, что вызвало гнев сторонников Уилкса, и они начали бесчинствовать в театре Друри-Лейн во время постановки новой пьесы Келли «Слово мудрым», заставляя прекратить её.
Освободившись в марте 1770 года, Уилкс активно участвовал в кампании за свободу печати. В 1771 году, когда в парламенте было выдвинуто несколько ограничений для ряда лондонских газет, он выступал с решительными возражениями. В 1770 стал шерифом, а в 1774 году — лордом-мэром Лондона. Сочувственно относился к американской войне за независимость 1775—1783 годов. Вместе с тем в 1780 году возглавил подавление бунта лорда Гордона, после чего его популярность стала ослабевать. В 1784 году Уилкс вернулся в Миддлсекс, чтобы принять участие в выборах, получил очень небольшую поддержку и был вынужден отозвать свою кандидатуру. С 1779 года и до конца жизни Уилкс пользовался судебными, и исполнительными полномочиями чемберлена Лондона. Заслуга Уилкса ещё и в том, что, будучи членом парламента, он представил первый законопроект о реформах в 1776 году.
Согласно Линде Колли, в своём знаменитом высказывании «Патриотизм — это последнее прибежище негодяя», Сэмюэл Джонсон имел в виду именно Джона Уилкса, который мобилизовал оппозиционеров на борьбу с правительством под лозунгами защиты прав свободных англичан от разрушителей конституционного строя. Типичная демонстрация сторонников Уилкса включала шествия под флагами с изображениями Хартии вольностей и Билля о правах. Даже в тюрьме Уилкс продолжал настаивать, что его главной страстью всегда была любовь к Англии.
Деятельность Уилкса оставила неизгладимый след на британской политической системе, способствовала её демократизации.

## Память и потомки
- Двоюродный дед Чарльза Уилкса, дальний родственник названного в его честь Джона Уилкса Бута.
- Город Уилкс-Барре получил своё название в честь Уилкса и другого британского парламентария —  Айзека Барре[англ.].